# 374 aC
El 374 aC va ser un any del calendari romà prejulià. En aquell temps, era conegut com a segon any sense tribunat ni consolat (o, més rarament, any 380 ab urbe condita). L'ús del nom «374 aC» per referir-se a aquest any es remunta a l'alta edat mitjana, quan el sistema Anno Domini va ser el mètode de numeració dels anys més comú a Europa.

## Esdeveniments

### Antiga Grècia
- Cleòmbrot I, rei d'Esparta, comand una flota que es dirigeix primer al golf de Corint i des d'allà a la Fòcida, que Tebes havia envaït. Quan els tebans el veuen arribar es retiren ràpidament cap a Beòcia.[2]
- Timoteu, comandant atenenc, de retorn de Corcira, va deixar alguns exiliats a Zacint que van establir un lloc fortificat per lluitar contra el govern proespartà. Els oligarques van demanar ajuda a Esparta que va enviar una flota de 25 naus a Zacint, que no va poder impedir la presa del poder pels demòcrates.[3][4]

### Antiga Roma
- Aquest any, com l'any anterior (375 aC) i fins al 370 aC no hi va haver magistrats curuls. Els tribuns de la plebs Gai Licini Calvus Estoló i Luci Sexti Sextí Laterà van presentar unes propostes legislatives favorable als plebeus, les Lleis Liciniae-Sextiae, que van trobar una resistència violenta per part dels patricis. Aquests, amb la col·laboració d'altres tribuns de la plebs, van aconseguir oposar-se a les propostes dels dos tribuns, Licini i Sexti, que, en represàlia per les polítiques conservadores dels patricis i utilitzant el dret de veto que tenien els tribuns plebeus, van impedir, durant cinc anys consecutius, l'elecció dels tribuns consulars. Van ser tribuns de la plebs des del 376 aC fins al 367 aC.[5]

## Necrològiques
- Evàgores I, rei de Salamina de Xipre.[6] Va morir juntament amb el seu fill gran Pintàgores, assassinat per un eunuc de nom Trasideu, a causa d'una ofensa privada. El segon fill Nicocles el va succeir sense oposició.[7]